# Estadio Ceferino López
Ceferino López es el nombre del estadio del Club Social Deportivo Mutual Chañarense. Se encuentra emplazado sobre la Av. San Martín en la intersección con la calle Lisandro de la Torre de la localidad de Chañar Ladeado, Santa Fe.
El Ceferino López, llamado así en honor a quien fuera presidente de Chañarense entre 1966 y 1968, es el tercer campo de juegos que tuvo la institución y fue inaugurado en enero de 1996.

## Nuevas tribunas
En julio de 2011 se levantó una tribuna sobre la parte central en el lado oeste del campo de juegos con capacidad para 1000 personas. Las nuevas gradas poseen un largo de 25 m y una altura total de 9 m. Debajo de las mismas, se realizarán más adelante vestuarios para el equipo local, para el visitante y para los árbitros, además de baños para damas y caballeros.